# Hanchinal, Kundgol
Hanchinal là một làng thuộc tehsil Kundgol, huyện Dharwad, bang Karnataka, Ấn Độ.